# Пентеракт

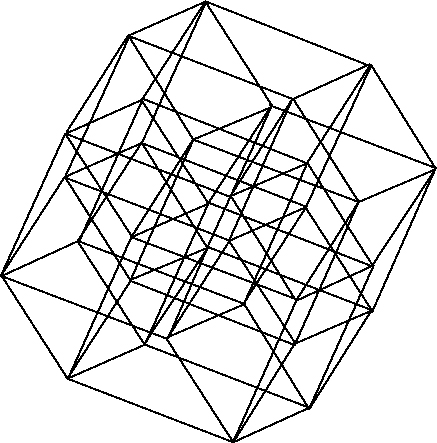
Проєкція пентеракту на тривимірний простір

Пентеракт (англ. penteract) — п'ятивимірний гіперкуб, аналог куба в п'ятивимірному просторі. Пентеракт має 32 вершини, 80 ребер, 80 граней, 40 кубів і 10 тесерактів.
Слово «пентеракт» виникло шляхом комбінування слів «Тесеракт» і «пента» (від грец. πέντε — «п'ять»).

## Геометрія
У прямокутній системі координат пентеракт з довжиною ребра рівною 2 визначається як опукла оболонка точок (± 1, ± 1, ± 1, ± 1, ± 1).
П'ятивимірний гіпероб'єм пентеракта зі стороною завдовжки a: 

{\displaystyle V_{5}=a^{5}}

## Інші назви
- 5-Куб (5-Cube)
- 5-Гіперкуб

## Зображення

Каркас (ортогональна проєкція)
Зображення дозволяє побачити багато пов'язаних кубів (40 шт.)